# Leste Chen
En aquest nom xinès, el cognom és Chen.
Leste Chen (xinès tradicional: 陳正道, pinyin: Chén Zhèngdào; 3 de març de 1981) és un director de cinema, guionista i productor ocasional taiwanès.

## Filmografia
- Zhai bian (2005)
- Sheng xia guang nian (2006)
- Xing fu e du (2011)
- HeartBeat Love (sèrie de televisió, 2012)
- Cui mian da shi (2014)
- Zhong fan 20 sui (2015)
- Sheng xia wei lai (2021)[1]
- Ji yi da shi (2017)[2][3]
- Jie ai·qiansui daren de chulian (sèrie de televisió, 2018)

## Reconeixements
Jurat
- 2021 – 11è Festival Internacional de Cinema de Beijing